# Waren
Waren es una ciudad situada a la orilla del lago Müritz, el mayor lago interior de Alemania (el segundo realmente, tras el lago Constanza), a unos 40 km al oeste de Nuevo Brandeburgo, en el distrito de Llanura Lacustre Mecklemburguesa, en el estado federado de Mecklemburgo-Pomerania Occidental (Alemania), a una altitud de 73 metros. Su población a finales de 2016 era de 21 637 habs. y su densidad poblacional, 130 hab/km².
Además de encontrarse a la orilla del lago Müritz, parte de la ciudad se ubica también a la orilla de otros lagos como el Kölpin, el Tiefwaren, el Feisneck, el Melzer o el Waupack; y en el centro de la ciudad se sitúa el lago Herren. 

## Galería

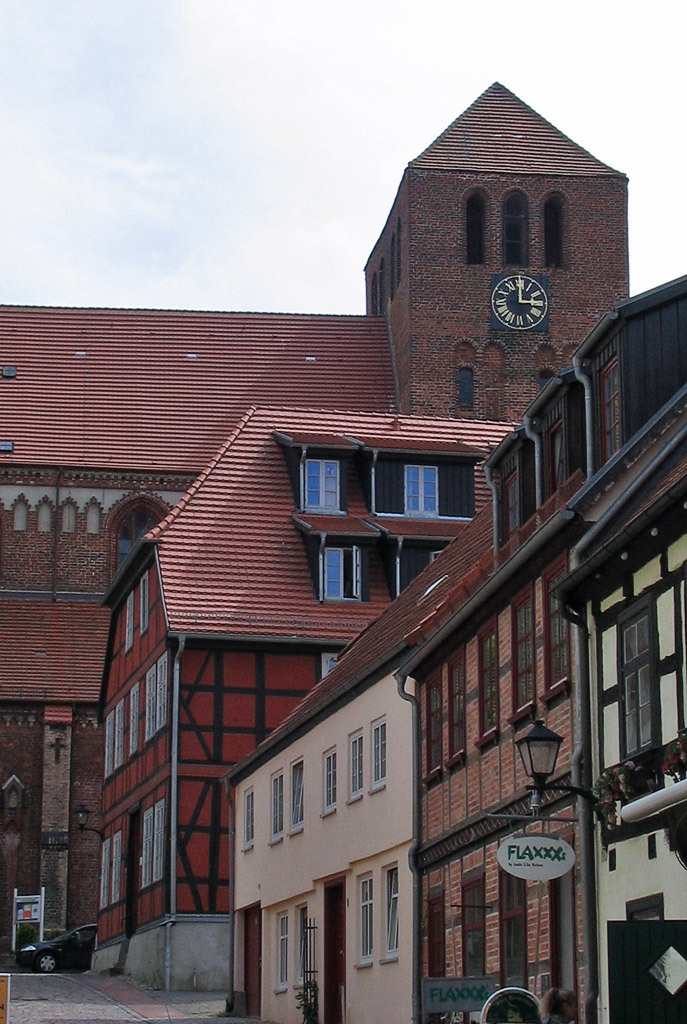
Iglesia de San Jorge
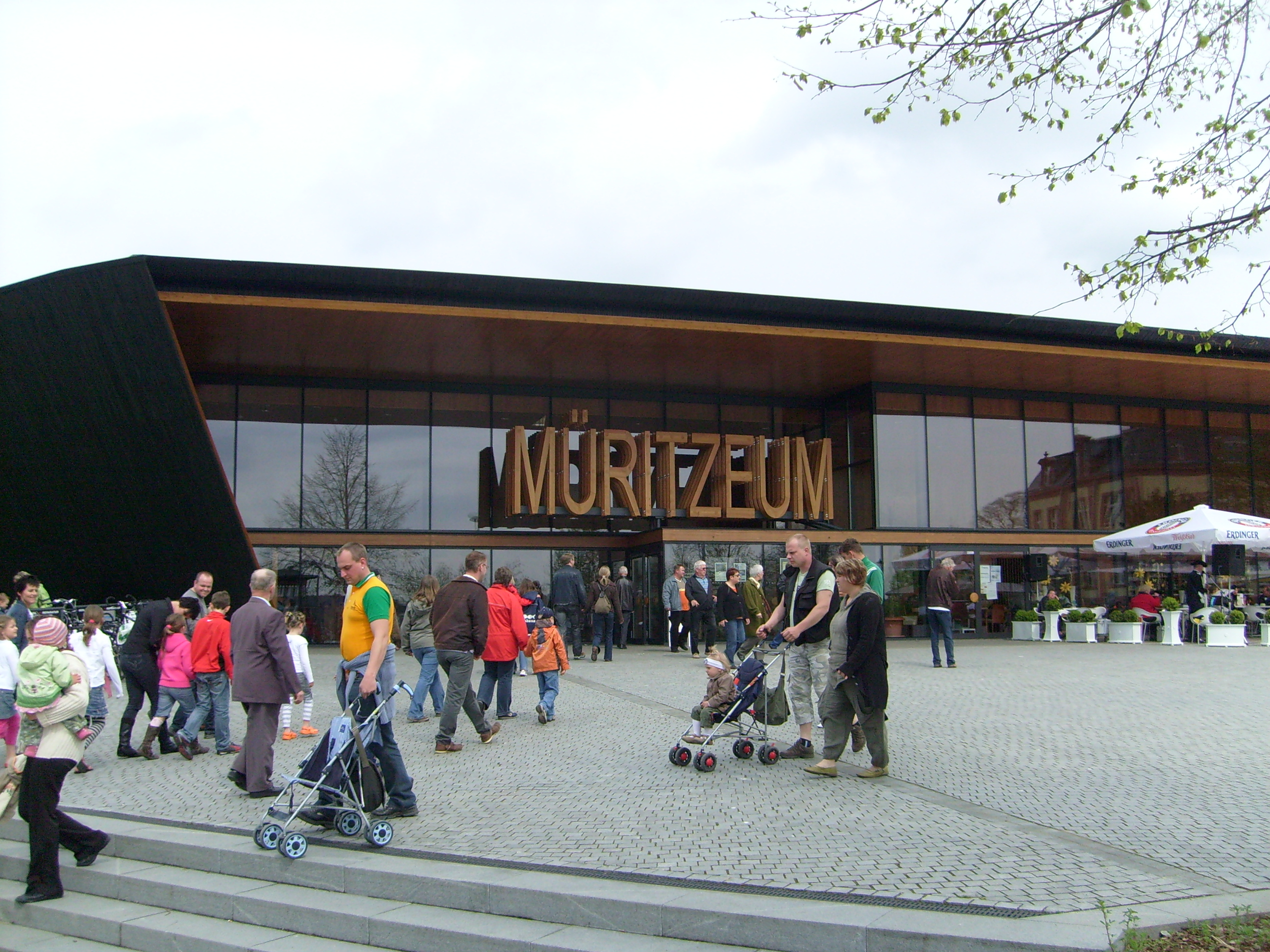
Museo Müritz
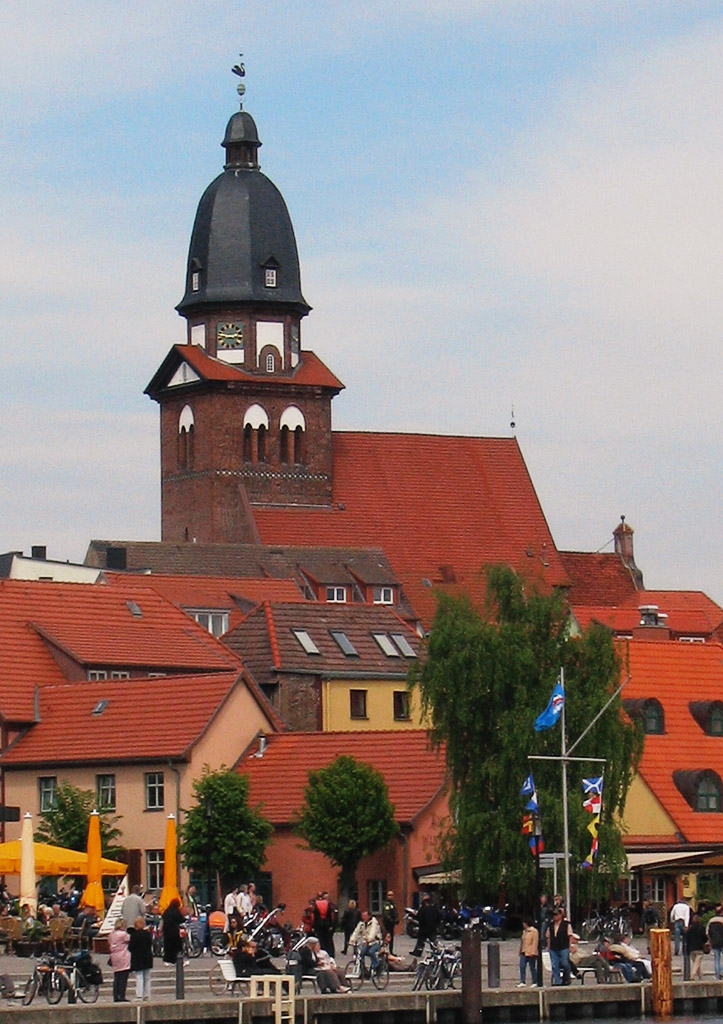
Iglesia Santa María
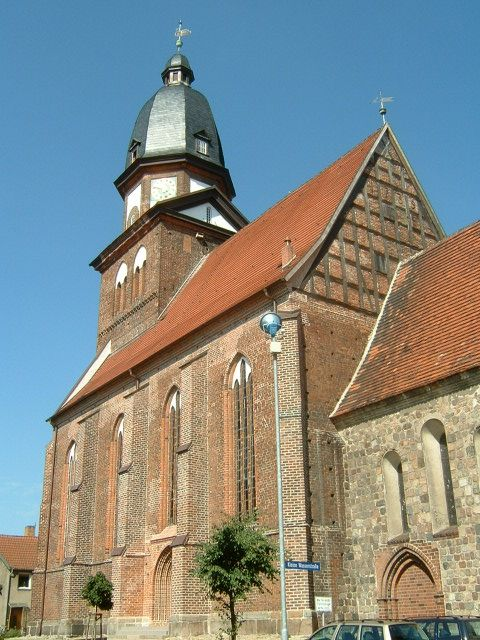
Ídem
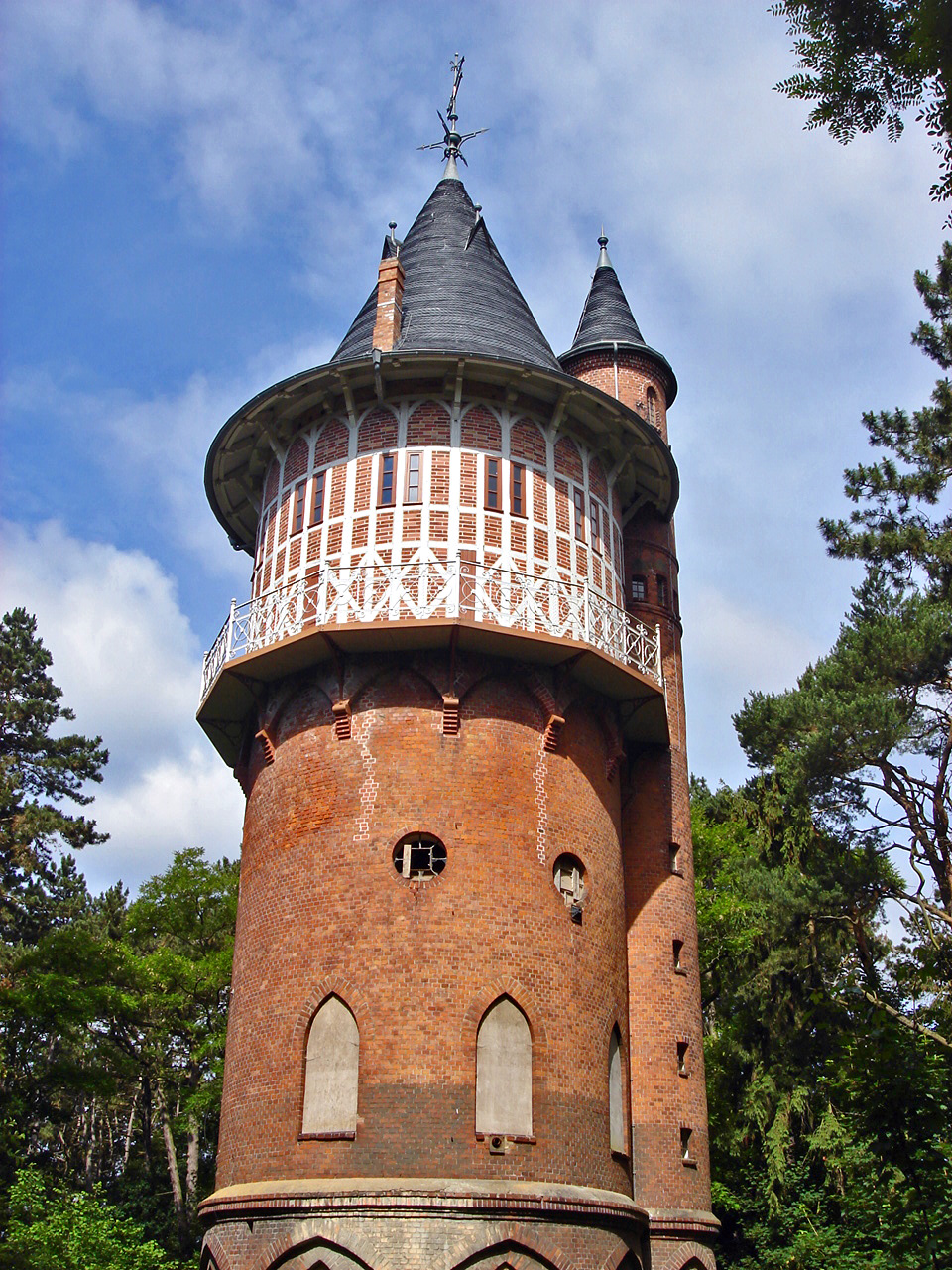
Torre de agua